# پل هایت
پل هایت (به انگلیسی: Paul Hait) (زادهٔ ۲۵ مهٔ ۱۹۴۹) شناگر اهل ایالات متحده آمریکا است.